# Chocolate (sång av Kylie Minogue)
"Chocolate" är en danspoplåt skriven av Karen Poole och Johnny Douglas för Kylie Minogues nionde studioalbum Body Language. Låten släpptes som albumets tredje singel sommaren 2004 och nådde nummer ett i Ukraina och Chile och nådde Topp-10 i Ungern, Rumänien, Ryssland och Storbritannien.

## Format- och låtlista

### Brittisk CD 1
1. "Chocolate" (Radio Edit) – 4:02
2. "Love at First Sight" (Live at Money Can't Buy) – 4:57

### Brittisk CD 2
1. "Chocolate" (Radio Edit) – 4:02
2. "City Games" – 3:42
3. "Chocolate" (Tom Middleton Cosmos Mix) – 7:29
4. "Chocolate" (EMO Mix Edit) – 4:31
5. "Chocolate" (Video)

### Australisk CD
1. "Chocolate" (Radio Edit) – 4:02
2. "City Games" – 3:42
3. "Chocolate" (Tom Middleton Cosmos Mix) – 7:29
4. "Chocolate" (EMO Mix Edit) – 4:31
5. "Love at First Sight" (Live at Money Can't Buy) – 4:57
6. "Chocolate" (Video)